# جون أليسيو
جون بول اليسيو (بالإنجليزية: John Paul Alessio؛ مواليد 5 يوليو 1979) هو مُقاتل فنون قتالية مختلطة كندي.

## وصلات خارجية
- جون أليسيو على موقع يو إف سي (الإنجليزية)
- جون أليسيو على موقع بيلاتور (الإنجليزية)
- جون أليسيو على موقع شيردوغ (الإنجليزية)
- جون أليسيو على موقع Tapology.com (الإنجليزية)
- جون أليسيو على موقع IMDb (الإنجليزية)